# Cinnamomum paratriplinerve
Cinnamomum paratriplinerve är en lagerväxtart som beskrevs av Lorea-hern.. Cinnamomum paratriplinerve ingår i släktet Cinnamomum och familjen lagerväxter. Inga underarter finns listade i Catalogue of Life.